# ペドロ・エンリケ・シウバ・ドス・サントス
ペドロ・エンリケ・シウバ・ドス・サントス（Pedro Henrique Silva dos Santos, 2006年2月5日 - ）は、ブラジルのサンパウロ州サンパウロ出身のプロサッカー選手。ロシア・プレミアリーグのFCゼニト・サンクトペテルブルク所属。ポジションはフォワード。

## 経歴
9歳の頃からSCコリンチャンス・パウリスタのユースアカデミーに在籍し、2022年3月に最初のプロ契約を結んだ。同年9月にプロデビューした。
2023年6月29日に、18歳の誕生日を迎えた後にロシア・プレミアリーグのFCゼニト・サンクトペテルブルクへ移籍することに合意した。

## 代表歴
2023年の南米ユース選手権にU-20ブラジル代表で出場し、優勝した。

## 人物
同じブラジル出身で同学年のエンドリッキとは親しい友人であり、ユース代表チームで共にプレーした。

## タイトル

### 代表
- U-20ブラジル代表
  - 南米ユース選手権：2023